# ألفونسو غارسيا (كاتب)
ألفونسو غارسيا (بالإسبانية: Alfonso García Matamoros)‏ (و. – 1572 م) هو كاتب إسباني، ولد في فياراسا، توفي في القلعة الحجارة.